# مایرد مک‌گینس
مایرید مک‌گینس (انگلیسی: Mairead McGuinness)(متولد ۱۳ ژوئن ۱۹۵۹) سیاستمدار ایرلندی است که از اکتبر ۲۰۲۰ تا نوامبر ۲۰۲۴ به عنوان کمیسر اروپا در امور ثبات مالی، خدمات مالی و اتحادیه بازارهای سرمایه خدمت کرد.

## اوایل زندگی
مک‌گینس که اصالتاً اهل آردی در شهرستان لوث است، اولین فارغ‌التحصیل زن رشته اقتصاد کشاورزی از دانشگاه دوبلین در سال 1980 بود. [ 5 ] در سال 1984  و امور مالی خود را دریافت کرد و قبل از ورود به سیاست در سال 2004، در رسانه‌ها مشغول به کار شد.  او به عنوان محقق در برنامه تلویزیونی لیت لیت شو ، مجری برنامه‌های «گوش به زمین» و «مزرعه سلبریتی» از شبکه آر.تی.ای ،  روزنامه‌نگار مجله «مجله کشاورزان ایرلندی » و سردبیر ضمیمه کشاورزی روزنامه « مستقل ایرلندی » فعالیت داشت .
در سال ۲۰۱۴، مک‌گینس به عنوان فارغ‌التحصیل سال کشاورزی و علوم غذایی از دانشگاه UCD برگزیده شد.

## حرفه سیاسی

### عضو پارلمان اروپا، ۲۰۰۴–۲۰۲۰
در اوایل سال 2004، مک‌گینس پس از گمانه‌زنی‌هایی مبنی بر نامزدی او برای حزب دموکرات‌های مترقی ، قصد خود را برای نامزدی در انتخابات پارلمان اروپا از حزب فین گائل اعلام کرد .  در کنوانسیون انتخاب در فوریه 2004، او برای رقابت در کنار آوریل دویل انتخاب شد . این موضوع بحث‌برانگیز شد،  زیرا افراد نزدیک به فاین گیل معتقد بودند که آنها می‌توانند تنها یکی از سه کرسی حوزه انتخابیه شرقی را به دست آورند .  با این حال، عملکرد قوی‌تر از حد انتظار فین گائل در انتخابات باعث شد هر دو زن انتخاب شوند.
مک‌گینس در دوران نمایندگی خود در پارلمان، در چندین کمیته پارلمان اروپا، از جمله کمیته کشاورزی و توسعه روستایی و هیئت روابط با استرالیا و نیوزیلند، خدمت کرد. او عضو علی‌البدل کمیته محیط زیست، بهداشت عمومی و ایمنی مواد غذایی ، کمیته دادخواست‌ها و هیئت روابط با چین نیز بود . 
مک‌گینس در انتخابات عمومی سال ۲۰۰۷، کاندیدای حوزه انتخابیه لوث از حوزه انتخابیه فاین گیل بود ، اما انتخاب نشد.  او در انتخابات اروپایی سال ۲۰۰۹ ، در شمارش اولیه آرا، دوباره انتخاب شد و با ۲۵.۷٪ از آرای اولویت اول، در صدر نظرسنجی قرار گرفت. 
در آوریل 2011، مک‌گینس اعلام کرد که مایل به نامزدی برای ریاست جمهوری ایرلند است و برای انتخابات ریاست جمهوری 2011، نامزدی حزب فین گیل را دنبال خواهد کرد .  در طول مبارزات انتخاباتی، مک‌گینس از افشای هزینه‌های نمایندگی پارلمان اروپا و ادعاهای مربوط به کمک هزینه خودداری کرد.  در ژوئیه 2011، او در نامزدی از گی میچل شکست خورد . 
در انتخابات اروپایی ۲۰۱۴ ، او دوباره به پارلمان اروپا برای حوزه انتخابیه جدید میدلندز-شمال غربی انتخاب شد . 
در ژوئیه 2014، مک‌گینس به عنوان معاون رئیس پارلمان اروپا انتخاب شد ؛  او در دور اول رأی‌گیری با رأی مخفی، اکثریت مطلق آرا را برای راهیابی به پارلمان به دست آورد.  او تحت رهبری رئیس جمهور مارتین شولتز ، بر سیاست اطلاعاتی پارلمان، مطبوعات و روابط شهروندان نظارت داشت. علاوه بر این، او به عنوان رئیس گروه کاری سیاست اطلاعات و ارتباطات و به عنوان رئیس مشترک گروه بین نهادی ارتباطات خدمت کرد. 
مک‌گینس علاوه بر وظایف و مسئولیت‌های کمیته‌ای خود به عنوان معاون رئیس، عضو گروه بین‌گروهی پارلمان اروپا در مورد رفاه و حفاظت از حیوانات  و گروه بین‌گروهی پارلمان اروپا در مورد حقوق کودکان  نیز بود. او در کنار کارین کادنباخ ، ریاست مشترک گروه قلب پارلمان اروپا را نیز بر عهده داشت، گروهی از نمایندگان پارلمان که علاقه‌مند به ترویج اقداماتی هستند که به کاهش بار بیماری‌های قلبی عروقی (CVD) کمک می‌کند.  در نوامبر 2016، سازمان «یک صدا برای زبان‌ها»  از مک‌گینس به عنوان حامی خود استقبال کرد. 
همچنین در نوامبر 2016، مک‌گینس رسماً نامزدی خود را برای ریاست پارلمان اروپا اعلام کرد .  در عوض، آنتونیو تاجانی ، نماینده ایتالیایی پارلمان اروپا و کمیسر سابق اروپا، به عنوان نامزد گروه EPP برای جایگزینی مارتین شولتز ، رئیس فعلی، انتخاب شد ؛ مک‌گینس دومین رأی برتر را کسب کرد.  پیش از انتخابات اروپا در سال 2019 ، او اعلام کرد که دوباره برای این سمت نامزد می‌شود و با کسب بیش از سهمیه در شمارش اول، دوباره انتخاب شد. 
پس از انتخابات 2019، مک‌گینس بخشی از یک گروه کاری فراحزبی بود که مسئول تهیه پیش‌نویس برنامه کاری چهار ساله پارلمان اروپا در زمینه دیجیتالی شدن بود.

### کمیسر اروپا، ۲۰۲۰–۲۰۲۴
مک‌گینس، به همراه اندرو مک‌داول ، یکی از دو نفری بود که دولت ایرلند در 4 سپتامبر 2020 برای جایگزینی فیل هوگان در کمیسیون اروپا معرفی کرد .  در 8 سپتامبر 2020، مک‌گینس توسط اورسولا فون در لاین، رئیس کمیسیون اروپا، به عنوان کمیسر جدید ثبات مالی، خدمات مالی و اتحادیه بازارهای سرمایه پیشنهاد شد .  در 7 اکتبر 2020، او با رأی 583 در برابر 75 و 37 رأی ممتنع برای این سمت تأیید شد. 
در نوامبر 2023، مک‌گینس اعلام کرد که در انتخابات پارلمان اروپا در سال 2024 شرکت نخواهد کرد . 

### انتخابات ریاست جمهوری ۲۰۲۵
در 15 ژوئیه 2025، فاین گیل تأیید کرد که مک‌گینس تنها نامزد حزب برای انتخابات ریاست جمهوری ایرلند در سال 2025 است و بدون هیچ رقیبی انتخاب شده است. او در یک رویداد حزبی در ماه سپتامبر تأیید خواهد شد. 